# ميريديث مونرو
ميريديث مونرو (بالإنجليزية: Meredith Monroe) هي ممثلة أمريكية ولدت في 30 ديسمبر 1969.

## روابط خارجية
- ميريديث مونرو على موقع IMDb (الإنجليزية)
- ميريديث مونرو على موقع ألو سيني (الفرنسية)
- ميريديث مونرو على موقع أول موفي (الإنجليزية)
- ميريديث مونرو على موقع إن إن دي بي (الإنجليزية)
- ميريديث مونرو على موقع قاعدة بيانات الفيلم (الإنجليزية)
- ميريديث مونرو على موقع كينوبويسك (الروسية)